# Bombardier Aerospace
Bombardier Aerospace este o companie canadiană, ce face parte din grupul industrial Bombardier Inc.. Este al treilea producător de avioane din lume, după numărul de avioane produse și al patrulea după numărul de avioane comerciale turbojet.

## Avioane

### Avioane Business Turbojet
- Bombardier Learjet 40 XR
- Bombardier Learjet 45 XR
- Bombardier Learjet 60 XR
- Bombardier Learjet 85
- Bombardier Challenger 300
- Bombardier Challenger 605
- Bombardier Challenger 850
- Bombardier Global 5000
- Bombardier Global Express XRS

### Avioane Comerciale Turbojet
- Bombardier CRJ100/CRJ200
- Bombardier CRJ700/CRJ900/CRJ1000
- Bombardier CSeries

### Avioane Comerciale Turbopropulsoare
- DHC Dash 8/Bombardier QSeries

### Avioane Utilitare Turbopropulsoare
- Bombardier 415